# André Gardère
André Gardère (Gérardmer, 1913. május 8. – Párizs 5. kerülete, 1977. február 16.) olimpiai és világbajnoki ezüstérmes francia vívó, Edward Gardère olimpiai és világbajnok vívó, edző öccse.

## Sportpályafutása
Tőr és kard fegyvernemekben egyaránt versenyzett, de nemzetközileg is jelentős eredményeit tőrvívásban érte el.